# Sabra, Algérie
Sabra là một đô thị thuộc tỉnh Tlemcen, Algérie. Dân số thời điểm năm 2002 là 24.622 người.